# Динитрид вольфрама
Динитрид вольфрама — неорганическое соединение металла вольфрама и азота с формулой WN2,
чёрно-коричневые кристаллы,
реагирует с водой.

## Получение
- Действие азота на вольфрам:

{\displaystyle {\mathsf {W+N_{2}\ {\xrightarrow {2500^{o}C}}\ WN_{2}}}}

## Физические свойства
Динитрид вольфрама образует чёрно-коричневые кристаллы
кубической сингонии.

## Химические свойства
- Разлагается при нагревании в вакууме:

{\displaystyle {\mathsf {WN_{2}\ {\xrightarrow {400-800^{o}C}}\ W+N_{2}}}}
- Реагирует с водой:

{\displaystyle {\mathsf {WN_{2}+3H_{2}O\ {\xrightarrow {}}\ WO_{3}+2NH_{3}}}}
- Окисляется при нагревании на воздухе:

{\displaystyle {\mathsf {2WN_{2}+3O_{2}\ {\xrightarrow {T}}\ 2WO_{3}+2N_{2}}}}